# 練子寧
練子寧（1359年—1402年），名安，字子寧，号松月居士，以字行，江西新淦州三洲（今新淦縣金川镇东山村）人，祖籍福建浦城，明朝政治人物，洪武乙丑榜眼。

## 生平
父練伯尚，工詩，洪武初年，當過起居注的史官，因直言外放，官終鎮安府通判。練子寧於洪武十八年（1385年）中式乙丑科一甲第二名進士（榜眼），时年二十七歲，授翰林院修撰。建文帝时官御史大夫。
燕王起兵靖難，李景隆北败而还，练子宁上朝大呼请求诛杀李，建文帝不听。燕王朱棣攻破京师（今江苏省南京市），子寧不肯屈服，在朝中出言不遜，被割下舌頭。朱棣說，我是要傚法周公輔成王的故事。練子寧以手蘸舌血在地上書寫：“成王安在？”最後和近親被凌遲致死，一百五十多姻亲被流放戍边。侄子嘉定縣知县练大亨闻讯，和妻子沉刘家河自杀。
弘光元年（1645年）明安宗贈練子寧為太子太保、都御史，追諡忠貞。清乾隆四十一年（1776年）正月，改諡忠肅。

## 著作
著有《金川玉屑集》六卷，弘治年間，臨江府同知王佐刊刻。

## 延伸阅读
[在维基数据编辑]
 《明史卷一百四十一》，出自《明史》